# Poemas y antipoemas
Poemas y antipoemas es el segundo poemario del escritor chileno Nicanor Parra, publicado originalmente en 1954 en la Editorial Nascimento. La obra está dividida en tres partes, con poemas escritos entre 1942 y 1954, algunos de los cuales ya se habían publicado previamente en algunas antologías.
Al momento de su publicación, el poemario recibió en general una crítica positiva y fue celebrado por varios entendidos, tales como los poetas Enrique Lihn e Idea Vilariño, así como por el crítico Hernán Díaz Arrieta alias Alone. Para el crítico Niall Binns es en esta obra donde el autor fundó formalmente el concepto de antipoesía, a partir del cual llegó a convertirse en uno de los poetas más distinguidos e influyentes de la literatura hispanoamericana del siglo XX. Este libro ha sido traducido a lo menos a siete idiomas. En su traducción al inglés de 1960 participaron los escritores beatnik Allen Ginsberg y Lawrence Ferlinghetti, además de William Carlos Williams, Thomas Merton, Denise Levertov y W.S. Merwin.

## Historia editorial
Este libro, aparecido diecisiete años después que su primera obra, Cancionero sin nombre, fue el resultado de un largo proceso de búsqueda e investigación literaria. En él confluyeron sus experiencias, reflexiones y lecturas adquiridas tras sus primeros viajes al extranjero, primero a Estados Unidos y luego a Inglaterra. Tal fue la influencia de estos viajes en la obra que Parra en un momento pensó en llamarla Oxford 1950. Otros títulos que barajó fueron Material de lectura y Veinte años y un día.
Una de las razones de esta larga brecha de tiempo sin publicar era la incertidumbre que sentía el poeta de que la calidad de su obra fuera medida de acuerdo al canon existente por entonces de la obra de Pablo Neruda. La primera edición incluía una reseña en la contraportada, escrita justamente por Neruda, la cual Parra decidió retirar en la segunda edición de 1956, por su tono paternalista.
Los poemas «Hay un día feliz», «Es olvido» y «Se canta al mar», pertenecientes a la primera sección de la obra, ya habían sido publicados más de una década antes, en la antología Tres poetas chilenos (1942) editada por Tomás Lago. «La trampa», «La víbora» y «Los vicios del mundo moderno», por su parte, fueron los primeros antipoemas en ser publicados, luego de aparecer en 1948 en la antología 13 poetas chilenos. Parra compartió además sus poemas «La víbora» y «La trampa» con Tomás Lago, en una carta enviada desde Oxford y fechada el 30 de noviembre de 1949.
Ya pasados unos años desde su primera publicación, en 1960 Parra contactó con los beatniks Allen Ginsberg y Lawrence Ferlinghetti en el Primer Encuentro de Escritores Americanos organizado por la Universidad de Concepción, en la ciudad chilena de Concepción. Ferlinghetti, que ya conocía su obra a través del crítico anglo-chileno Jorge Elliott, publicó Antipoems (1960) en su editorial City Lights Books. Más tarde aparecería Poems and Antipoems (1967), con traducciones al inglés de Ginsberg, Ferlinghetti, William Carlos Williams, Thomas Merton, Denise Levertov y W.S. Merwin. Posteriormente, en la reedición de 1971 de la misma Editorial Nascimento se incluyó un prólogo de Federico Schopf, titulado «Introducción a la antipoesía». El año siguiente fue traducido al neerlandés, y más tarde al noruego nynorsk (1988), esperanto (1995), noruego bokmål, griego moderno (2002) y francés (2014).

## Estructura
El libro está dividido en tres partes, escritas entre 1942 y 1954, que sin ser mutuamente excluyentes, representan diferencias en sus formas expresivas y de contenido. La primera sección incluye siete poemas en el sentido tradicional del término, mientras que la segunda incluye seis poemas de transición, que se acercan hacia la nueva noción de antipoemas. Finalmente, en la tercera sección Parra introduce sus primeros dieciséis antipoemas.
I
- Sinfonía de cuna
- Defensa del árbol
- Catalina Parra
- Preguntas a la hora del té
- Hay un día feliz
- Es olvido
- Se canta al mar

II
- Desorden en el cielo
- San Antonio
- Autorretrato
- Canción
- Oda a unas palomas
- Epitafio

III
- Advertencia al lector
- Rompecabezas
- Paisaje
- Cartas a una desconocida
- Notas de viaje
- Madrigal
- Solo de piano
- El peregrino
- Palabras a Tomás Lago
- Recuerdos de juventud
- El túnel
- La víbora
- La trampa
- Los vicios del mundo moderno
- Las tablas
- Soliloquio del Individuo

La tercera sección cierra con su antipoema «Soliloquio del Individuo», el cual al menos hasta los años 1970 fue para Parra su mejor poema, muy por encima del resto de su obra.

## Estilo
Según el crítico Niall Binns, esta primera obra antipoética transita desde una pasividad kafkiana a una actividad desquiciada y disociada. Su ritmo es lento y envolvente, contrario a la voz descontrolada y frenética que tendrá su siguiente poemario antipoético, Versos de salón (1962). Para Binns, los poemas «Hay un día feliz», «Es olvido» y «Se canta al mar», de la primera parte, poseen una atmósfera relacionada con la obra de Ramón López Velarde, en cuanto a su explicitación de las emociones, rechazo de la melancolía y la utilización de ciertos toques de absurdo.
El propio Parra considera que los poemas de la segunda parte del libro son expresionistas. En este sentido, el crítico Federico Schopf asocia los cuerpos en destrucción mencionados en estos poemas con los retratos pintados por los expresionistas Willem de Kooning y Francis Bacon a comienzos de los años 1950. En cuanto a los antipoemas de la tercera parte, se distingue en ellos el uso del humor negro, que el propio Parra reconoce como resultado del ejercicio de la escritura automática utilizada por los surrealistas. Según Schopf, en «Soliloquio del individuo» Parra utiliza además una estética de tira cómica, recurso que se utilizaría años más tarde en el arte pop.

## Recepción y crítica
Este libro despertó una amplia admiración entre varios críticos y lectores. El poeta Enrique Lihn presagió tempranamente la relevancia que tendrían estos primeros antipoemas en la obra futura del autor. Al conservador Hernán Díaz Arrieta, alias Alone, considerado uno de los críticos chilenos más prestigioso de la época, le fascinó su energía, y destacó su fuerza impetuosa y rejuvenecedora, que situaba a estos poemas muy por encima de sus pares contemporáneos. La uruguaya Idea Vilariño, por su parte, reconoció en Parra nuevos aires para la poesía sudamericana. Varios años más tarde, el crítico Niall Binns consideró esta obra como revolucionaria dentro de la poesía chilena e incluso hispanoamericana. Para Binns, «Soliloquio del individuo», «Preguntas a la hora del té» y «Advertencia al lector», presentes en este libro, son poemas fundamentales de la literatura. En el extranjero, luego de aparecida la primera traducción al inglés de Poems and Antipoems (1967), el poeta y ensayista Mark Strand, el 10 de diciembre de 1967, escribió una nota en The New York Times elevando a Nicanor Parra a la categoría de «maestro».
Pese a lo anterior, el libro también generó algunas críticas negativas. Juan de Luigi, por entonces crítico del periódico comunista El Siglo, concordó con la contradicción propuesta por Parra entre el individuo y la sociedad capitalista burguesa, pero criticó la falta de explicaciones y juzgó por tanto la obra de superficial. Eleazar Huerta, por su parte, desconoció la intención rupturista del libro y consideró que en él solo había «poemas».

## Análisis de la obra
Para Federico Schopf, en la primera parte del libro, habitada por una fuerte presencia de la madre, el autor se refiere principalmente al armonioso entorno provinciano y familiar de su infancia e inicios de su adolescencia. Sin embargo, advierte Schopf, en el poema «Hay un día feliz» Parra sugiere que este mundo ya no existe, mientras que en la tercera parte, con en «El túnel», declara que incluso nunca ha existido. La segunda parte de poemas son una transición hacia los antipoemas; se trata de poemas que utilizan formas genéricas, pero que se oponen en contenido e intención a lo tradicionalmente esperable por el lector. Así, por ejemplo, mientras que Neruda en sus Odas elementales, publicadas ese mismo año, elogia a las palomas, Parra en su «Oda a unas palomas» las denuesta.
En cuanto a la tercera parte del libro, el poeta chileno Enrique Lihn ya había escrito sobre algunos de sus poemas antes de 1954, a partir de publicaciones dispersas en algunas antologías. Hacia 1951, destacó el hecho que en «Los vicios del mundo moderno», los múltiples vicios enumerados también implicaran virtudes, diluyéndose así la rigurosidad, ética y sobriedad esperable del poema. Lihn distingue en Parra una voz angustiosa pero no encerrada en sí misma, sino abierta hacia un personaje arquetípico de las grandes urbes contemporáneas. Por su parte, el crítico Nialls Binns destaca en «La trampa» y «La víbora» la capacidad del autor para describir a un sujeto que narra su pasado de una manera poco creíble, mientras que en «Los vicios del mundo moderno», reconoce una «moralización en voz alta». En estos tres poemas, Binns distingue además prosaísmo, claustrofobia, soledad, neurosis pasadas que dificultan la comprensión del presente, alteración del ritmo generada por la variación en la extensión y dirección de los versículos; monólogos extraños, contradictorios y a veces incluso falaces.
Schopf también se refiere a diversos antipoemas de esta tercera parte. Desde «Advertencia al lector», declara, Parra ya comienza a despistar y desestabilizar al lector mediante el uso del lenguaje común, tradicionalmente no poético, al mismo tiempo que se apoya de tres figuras transgresoras de la alta cultura: Sabelius, Wittgenstein y Aristófanes. En los antipoemas siguientes, encuentra claros ejemplos del uso de la escenificación del sujeto poético, recurso utilizado por Parra para remecer al disperso, anestesiado, ensimismado, agresivo y desconfiado público contemporáneo: en «El peregrino», por ejemplo, el protagonista es un mendigo o predicador callejero que pide atención a los transeúntes; en «Soliloquio del individuo», el individuo le habla a un grupo de espectadores imaginarios. El protagonista de este último poema se muestra además como una solemnidad autoritaria, íntegra y continua, cuya historia es la historia de la humanidad. Su seriedad, sin embargo, es minada por la superficialidad de acontecimientos arbitrarios juzgados como importantes, lo que provoca que esta historia contada por el individuo acabe siendo, involuntariamente, su actual crisis postmoderna. Este uso de la escenificación, para Schopf, relacionan a estos antipoemas con los de Discursos de sobremesa, Sermones y prédicas del Cristo de Elqui, Nuevos sermones y prédicas del Cristo de Elqui, o con «Conversación galante» y «Pido que se levante la sesión», de Versos de salón.